# Dorfkirche Ihlow (Oberbarnim)

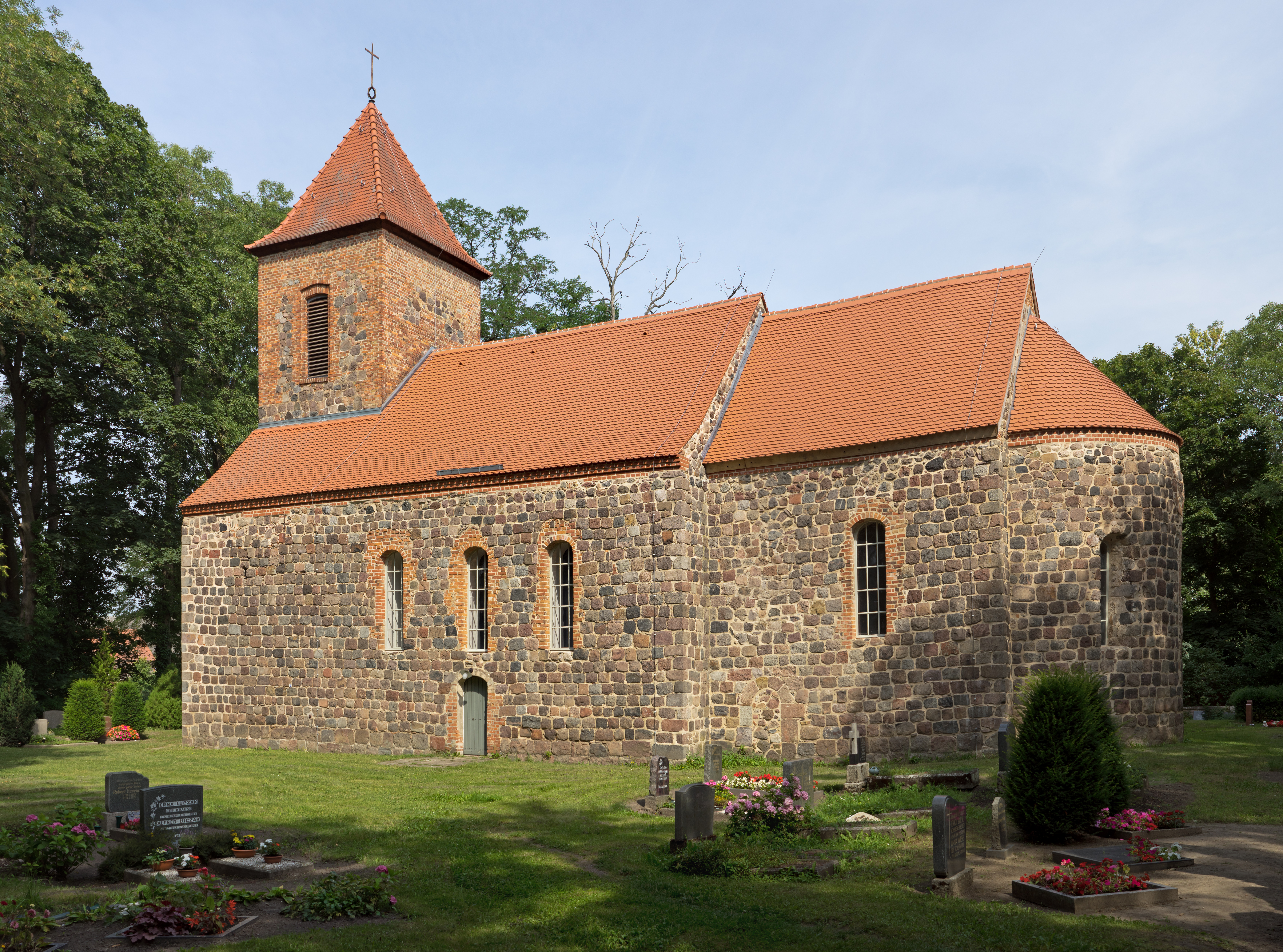
Dorfkirche Ihlow (Oberbarnim)

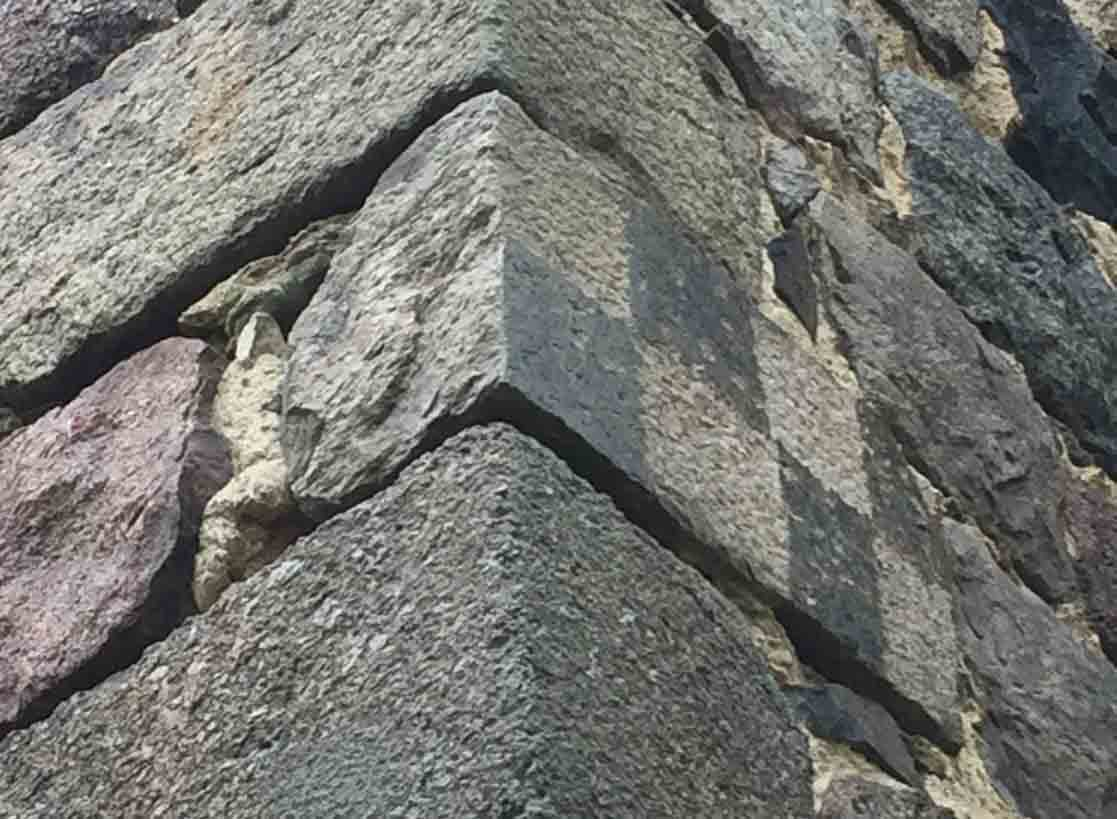
Schachbrettstein

Die evangelische Dorfkirche Ihlow ist eine romanische Saalkirche im Ortsteil Ihlow der Gemeinde Oberbarnim im Landkreis Märkisch-Oderland in Brandenburg. Sie gehört zur Kirchengemeinde Ihlow im Kirchenkreis Oderland-Spree der Evangelischen Kirche Berlin-Brandenburg-schlesische Oberlausitz.

## Geschichte und Architektur
Die auf einer Halbinsel inmitten eines mauerumfriedeten Kirchhofs gelegene, ursprünglich vollständige Anlage einer Dorfkirche aus Feldsteinen mit rechteckigem Schiff, eingezogenem Chor und halbkreisförmiger Apsis stammt aus dem zweiten Viertel des 13. Jahrhunderts.
Der bauzeitliche, querrechteckige Turm von Schiffsbreite wurde in jüngerer Zeit bis in Höhe des Schiffsdaches abgetragen. Das Glockengeschoss wurde im 19. Jahrhundert durch einen quadratischen Dachturm mit Zeltdach ersetzt und nach der Zerstörung im Zweiten Weltkrieg wiederhergestellt. In der Apsis ist ein rundbogiges Lanzettfenster der Bauzeit erhalten, die übrigen Wandöffnungen wurden in der Barockzeit vergrößert.
An Südostecke des Chors ist ein Schachbrettstein eingemauert. Im Chor sind Wandmalereien an Nord- und Südwand erhalten, vermutlich spätgotische Architekturdarstellungen sowie das Fragment einer Figur mit Flöte an der nördlichen Wand des Schiffs.

## Ausstattung
Die Inneneinrichtung wurde 1945 fast völlig zerstört. Eine Glocke aus der zweiten Hälfte des 13. Jahrhunderts blieb jedoch erhalten. Sie ist mit acht Medaillons verziert, darunter drei mutmaßliche Stifterwappen. Erhalten sind ferner ein silbervergoldeter Kelch vom Ende des 17. Jahrhunderts und ein silberner Kelch von 1771.
Die Orgel ist ein Werk von August Ferdinand Wäldner aus dem Jahr 1874 mit sieben Registern auf einem Manual und Pedal, das bis 2020 von Benjamin Welde aus Zittau restauriert wurde.